# Shaka Rock
Albums de Jet
Shine On
(2006)
Shaka Rock est le 3e album studio du groupe australien Jet.
| No  | Titre                    | Durée |
| --- | ------------------------ | ----- |
| 1.  | K.I.A (Killed in Action) | 3:31  |
| 2.  | Beat on Repeat           | 2:32  |
| 3.  | She's a Genius           | 3:01  |
| 4.  | Black Hearts (On Fire)   | 3:14  |
| 5.  | Seventeen                | 3:41  |
| 6.  | La Di Da                 | 2:55  |
| 7.  | Goodbye Hollywood        | 4:13  |
| 8.  | Walk                     | 3:07  |
| 9.  | Times Like This          | 3:22  |
| 10. | Let Me Out               | 3:12  |
| 11. | Start the Show           | 3:59  |
| 12. | She Holds a Grudge       | 4:17  |

## Classements
| Pays             | Meilleure Position |
| ---------------- | ------------------ |
| Australie        | 5                  |
| Autriche         | 38                 |
| France           | 135                |
| Nouvelle-Zélande | 22                 |
| Royaume-Uni      | 53                 |
| Suisse           | 15                 |
| États-Unis       | 27                 |